# هنري لي الأول
هنري لي الأول (بالإنجليزية: Henry Lee I)‏ هو عسكري أمريكي، ولد في 1691، وتوفي في 1747.